# يان جونسون
يان جونسون (بالإنجليزية: Ian Johnson)‏ (1 سبتمبر 1975 سندرلاند المملكة المتحدة - ) هو لاعب كرة قدم بريطاني يلعب كمهاجم.